# Eine Liebe in St. Petersburg
Eine Liebe in St. Petersburg ist ein deutscher Fernsehfilm von Dennis Satin aus dem Jahr 2009, der für Das Erste produziert wurde. Die Hauptrollen spielen Valerie Niehaus, Martin Feifel und Nicole Heesters.

## Handlung
Für Anästhesistin Nora Sanders verläuft ihr Leben scheinbar nahezu perfekt, denn ihr Freund Eric hat ihr einen Heiratsantrag gemacht und sie darf ihren ersten Vortrag auf einer Fachtagung in Sankt Petersburg halten. Noras Oma Katharina ist erstaunt und sie muss sogleich an ihre große Liebe Grischa denken. Beide waren jung und verliebt, hatten sich aber aufgrund des Krieges aus den Augen verloren.
Nora reist total aufgeregt und mit einem tollen neuen Kofferset nach St. Petersburg. Der Kinderarzt Andrej Michailov wurde vom Organisationskomitee des Kongresses als Nora Sanders persönlicher Begleiter eingeteilt, was Michailov gewaltig gegen den Strich geht, denn er möchte nicht das „Kindermädchen“ für eine vom Leben verwöhnte junge Berlinerin machen. Michailov lässt Nora seine Ablehnung sogleich spüren, schon allein weil sie für die drei Tage mit so großem Gepäck angereist ist, wohingegen seine Patienten oftmals nur das allernötigste zum Leben haben. Nora begegnet ihm dennoch mit ihrer gewohnten Freundlichkeit und fügt sich in ihr Schicksal mit einem uralten klapprigen Moskwitsch zum Hotel gebracht zu werden. Unterwegs erhält Michailov einen Notruf, sodass er Nora kurzerhand zu einem Taxi bringt, das die Weiterfahrt übernehmen soll. Dadurch gerät Nora jedoch in erste Schwierigkeiten, denn dass Taxi wird überfallen und Noras gesamtes Gepäck geraubt. Darunter auch ihr Laptop, sodass sie nicht weiß, wie sie nun ihre Rede halten soll – ihre erste vor einem so großen und bedeutendem Publikum.
Am nächsten Morgen holt Michailov Nora vom Hotel ab und ist weiterhin recht zynisch, was Nora ihm nun entsprechend pariert. Seine Einstellung beginnt sich zu ändern, als er von dem Überfall erfährt, den er mehr oder weniger verschuldet hat. Fortan gehen beide respektvoller miteinander um und beginnen sich näher kennenzulernen. Michailov verfällt allerdings immer noch sehr schnell in seine alte Rolle und lässt Nors spüren, dass er sich in seinem Land als Mensch zweiter Klasse fühlt. So müsse er in Russland stets improvisieren, während man in Deutschland nur den Überfluss verwalten würde. Nora gelingt es dennoch freundlich zu bleiben. Im Grunde schätzt sie sogar Michailovs idealistische Grundeinstellung, die ihn zu einem so engagierten und erfolgreichen Arzt werden ließ.
Michailov zeigt Nora die Stadt und gibt ihr Tipps für ihren Vortrag. Des Weiteren versucht er Grischas Adresse herauszufinden, da Nora ihm von der alten Liebesgeschichte ihrer Oma erzählt hat. Auf dem Weg zum Hotel begegnet ihnen das Taxi, in welchem Nora überfallen wurde und Michailov will den Fahrer zur Rede stellen. Nach der handgreiflichen Auseinandersetzung kann gegen die Räuberbande ermittelt werden, sodass Nora am Ende ihr Gepäck zurückbekommt.
Obwohl sie nach ihrem Vortrag eigentlich schnell wieder nach Deutschland zurück will, überredet Michailov sie noch zu bleiben. Er hat die Adresse von Grischa ermitteln können und fährt mit Nora zu ihm. Grischa ist äußerst überrascht und Nora spürt, dass er die Erinnerung an Katharina nie verloren hat. Nora und Andrej müssen sich eingestehen, dass sie sich ebenso zueinander hingezogen fühlen und wollen die wenigen Stunden, die sie miteinander haben nutzen. Wieder in Deutschland zurück kann Nora Andrej nicht vergessen. Katharina macht ihr Mut zu ihren Gefühlen zu stehen und warnt sie nicht den gleichen Fehler zu machen wie sie vor 60 Jahren. Nora trennt sich daraufhin von Eric und kehrt zu Andrej nach St. Petersburg zurück. Dieser befindet sich allerdings in einer großen Krise. Er hatte in seiner gutherzigen Art einem Jungen durch eine Operation das Leben retten wollen. Fehler in der Nachbehandlung führten jedoch zum Tod des Jungen, wofür der einflussreiche Vater Michailov verantwortlich macht, der deshalb seine Anstellung in dem Krankenhaus verliert. Nora versucht Andrej Mut zu machen, dass er auch anderswo arbeiten könne. In seiner Resignation will er nichts davon hören. Nora lässt aber nicht locker und setzt sich für Andrej ein, sodass er schon bald ein neues Angebot erhält. Das französische Hospital in St. Petersburg sucht einen Chirurgen und eine Anästhesist. Nora ist fest entschlossen bei Andrej zu bleiben und so nehmen beide ihre neue Chance war.
Katharina will zu ihrer Enkelin in St. Petersburg fahren und so schreibt sie nach 60 Jahren Grischa einen Brief. Sie will auch ihn besuchen und hofft das zu finden, was sie lange Zeit vermisst hätte. Auch wenn in den letzten Jahren viel passiert wäre, hätte sich daran nichts geändert, dass sie ihn noch immer in ihrem Herzen trüge.

## Hintergrund
Eine Liebe in St. Petersburg wurde vom 2. September 2008 bis zum 6. Oktober 2008 an Schauplätzen in Berlin und im russischen Sankt Petersburg gedreht. Für den Film zeichnete die Bavaria Fiction GmbH verantwortlich.

## Kritik
Rainer Tittelbach von Tittelbach.tv nannte den Film eine: „Steigerung […] innerhalb des Wohlfühlgenres. Aufgewertet wird diese deutsch-russische Romanze allein schon durch die Kollegen, Charakterköpfe wie Martin Feifel, Nicole Heesters und Rolf Hoppe. Aber auch das Drehbuch von Brigitte Blobel besitzt ein paar recht amüsante Dialoge.“ „Ganz selbstverständlich spielt [Valerie Niehaus] eine solche verbale Pointe. Dann blitzen ihre Augen kurz auf & weibliches Selbstbewusstsein findet einen kecken Gesichtsausdruck. Niehaus: ‚Mir ist schon bewusst, dass ich mit dieser Natürlichkeit, die meine Art und Weise zu spielen ist, am meisten überzeugen kann.‘“
Für die Kritiker der Fernsehzeitschrift TV Spielfilm war Eine Liebe in St. Petersburg eine „Kitschromanze mit viel Zarenstadtzinnober“. Sie vergaben dem Film eine mittlere Wertung, indem sie mit dem Daumen zur Seite zeigten und schrieben: „Die muntere Groschenheftstory ist immerhin dekorativ ins Bild gesetzt.“
Tilmann P. Gangloff wertete für Kino.de und schrieb: „Das Grundmuster der Geschichte ist ebenso schlicht wie vorhersehbar: Ärztin reist zu einem Kongress nach St. Petersburg, trifft dort auf einen verbitterten Kollegen, man wirft einander ein paar Bosheiten an den Kopf, und unversehens bricht die Liebe aus. Allerdings täte man dem Film mit dieser Reduzierung bitter Unrecht.“ Der Film „ist schon allein wegen der herrlichen Dialoge (Buch: Brigitte Blobel) ein Genuss. Und da Regisseur Dennis Satin mit Valerie Niehaus und Martin Feifel ausgezeichnete Darsteller hatte, die die hitzigen Wortgefechte der beiden Hauptfiguren mit viel Temperament und natürlichem Charme vortragen, erreicht der Liebesfilm zwischendurch ein Tempo und einen Witz, der beinahe an die klassischen Screwball-Komödien erinnert. “